# Chandonanthus filiformis
Chandonanthus filiformis là một loài rêu trong họ Anastrophyllaceae. Loài này được Stephani mô tả khoa học đầu tiên năm 1909.